# 乌德穆尔特苏维埃社会主义自治共和国
乌德穆尔特苏维埃社会主义自治共和国（俄语：Удмуртская Автономная Советская Социалистическая Республика）是俄罗斯苏维埃联邦社会主义共和国的自治共和国之一。因为乌德穆尔特人而得名。1920年11月4日设置Votskaya自治州，1932年改名乌德穆尔特自治州。1934年升格为自治共和国。1936年成为苏联成员国。1937年创建宪法。1991年10月11日改称乌德穆尔特共和国。